# Berriozábal
Berriozábal est une municipalité du Chiapas, au Mexique. Elle couvre une superficie de 300,6 km2 et compte 51 722 habitants en 2015.